# Дако-римляне
Дако-римляне (также фрако-римляне по аналогии с «галло-римляне», лат. Dacoromanus) — романская этноязыковая общность, сформировавшаяся во времена поздней античности (III—VI веками н. э.) на территории Балканского полуострова.

Дакия между 106—271 гг. (сиреневым цветом)

## История
К моменту, когда римляне начали завоевание Балкан, население к югу от линии Иречека уже давно было эллинизировано. Однако, местное фракийское население участвовало в растущей экономической, военной, культурной и политической жизни Римской империи, особенно в Мезии, которая будучи пограничной дунайской провинцией, сильно укрепленная, была колонизирована и развита империей. Приобретение римского гражданства представляло собой т. н. «социальный лифт». Массово фракийцы стали получать гражданство империи только после эдикта Каракаллы (212 г.). С юридической точки зрения, все люди, рождённые свободным населением, имели право обладать полным римским гражданством. С III века новоиспечённые дако-римляне составляли значительную часть римской армии.
Но далеко не все северные фракийцы подверглись романизации. В современной Молдове, карпы и «свободные даки» (первые дали свое название Карпатам), остались вне римского влияния.